# Labidochromis mathotho
Labidochromis mathotho är en fiskart som beskrevs av Burgess och Axelrod, 1976. Labidochromis mathotho ingår i släktet Labidochromis och familjen Cichlidae. IUCN kategoriserar arten globalt som livskraftig. Inga underarter finns listade i Catalogue of Life.